# Grenåvej (Randers Kommune)
 For alternative betydninger, se Grenåvej. (Se også artikler, som begynder med Grenåvej)
Grenåvej er en vejstrækning i Randers Kommune, som begynder syd for Randersbro og forløber mod sydøst og derefter øst ved Kristrup/Romalt. Her møder vejen den østlige ende af Hammelvej i et tilslutningsanlæg, hvorefter Grenåvej fortsætter videre mod øst. Ved krydsningen med Storegade vest for Assentoft bliver Grenåvej til en 2 sporet motortrafikvej de følgende ca. 5 km. Motortrafikvejen fortsætter syd om Assentoft, hvor den møder den østlige ende af motortrafikvejen Ringvej Syd i et tilslutningsanlæg, hvorefter Grenåvej forsætter som motortrafikvej frem til enden i en rundkørsel ved landsbyen Drastrup. Herfra forsætter vejen som almindelig hovedvej mod Grenaa.  

## Historie
Vejdirektoratet udgav i juni 1992 rapporten Djurslands-forbindelser til den Jyske Motorvej, hvori blev beskrevet 5 muligheder for udbygning af vejforbindelser fra Ebeltoft Færgehavn til motorvej E45 såvel i nordlig som sydlig retning. Som følge heraf blev både det “nordlige og sydlige hængsel” henholdsvis Assentoft-Sdr. Borup og Lisbjerg-Skødstrup medtaget i Trafik 2005. 
Grenåvej blev i 1996 omlagt, da den ca. 5 km lange omfartsvej og motortrafikvej syd om Assentoft blev indviet. Den begyndte ved krydset med Storegade vest for Assentoft, fortsatte syd om Assentoft og krydsede Ebeltoftvej, hvorefter den atter mødte en gamle vej mod Grenaa. Vejstrækningen blev anlagt i henhold til anlægsloven fra 1994. Denne lov indeholdte samtidig en projekteringsbemyndelse for 2. etape af motortrafikvejen fra Assentoft til Sdr. Borup ved E45. Den 2. etape af motortrafikvejen fra Assentoft til Sdr. Borup blev åbnet i 2014 under navnet Ringvej Syd.